# Kulsze
Kulsze (Duits: Kulsen) is een plaats in het Poolse woiwodschap Ermland-Mazurië, in het district Gołdap. De plaats maakt deel uit van de landgemeente Banie Mazurskie.
Zij ligt 5 kilometer ten noordoosten van Banie Mazurskie, 16 kilometer ten westen van Goldap en 117 kilometer ten oosten van Olsztyn.